# Bukkebladfamilien
Bukkeblad-familien (Menyanthaceae) er en lille familie med følgende fællestræk: De er vand- eller vådbundsplanter med runde eller sammensatte blade og ret store, regelmæssige blomster. Kronbladene er frynsede.
| Slægter |

- Bukkeblad (Menyanthes)
- Liparophyllum
- Nephrophyllidium
- Søblad (Nymphoides)
- Villarsia